# Bellcaire d'Empordà
Bellcaire d'Empordà è un comune spagnolo di 664 abitanti situato nella comunità autonoma della Catalogna.